# ويليام إي. تشيلتون
ويليام إي. تشيلتون هو ناشر ومحامي وسياسي أمريكي، ولد في 17 مارس 1856 في سانت ألبانز في الولايات المتحدة، وتوفي في 7 نوفمبر 1939 في تشارلستون في الولايات المتحدة. نشط حزبياً في الحزب الديمقراطي. وقد انتخب عضو مجلس الشيوخ الأمريكي ‏ عن دائرة West Virginia Class 1 senate seat ‏ وقد انضم خلال فترته النيابية ‏ (4 مارس 1915 – 4 مارس 1917) للكتلة البرلمانية الحزب الديمقراطي وانتخب عضو مجلس الشيوخ الأمريكي ‏ عن دائرة West Virginia Class 1 senate seat ‏ وقد انضم خلال فترته النيابية ‏ (4 مارس 1913 – 4 مارس 1915) للكتلة البرلمانية الحزب الديمقراطي وانتخب عضو مجلس الشيوخ الأمريكي ‏ عن دائرة West Virginia Class 1 senate seat ‏ وقد انضم خلال فترته النيابية ‏ (4 مارس 1911 – 4 مارس 1913) للكتلة البرلمانية الحزب الديمقراطي.